# مسجد أبو حنيفة (الأنبار)
مسجد أبو حنيفة من مساجد العراق الحديثة، ويقع  قرب مركز شرطة سجاريه، في قضاء الرمادي في محافظة الأنبار، وبني في عام 1422 هـ/2001م، والجامع مستلم من قبل ديوان الوقف السني في العراق وحالتهُ مضبوطة، وقد بني على نفقة المتبرع (محمود شهاب حمد)، وتبلغ مساحتهُ 1000م2، بينما تبلغ مساحة الحرم 800 م2، ويحتوي الحرم على مصلى يتسع لأكثر من 1000 مصل، وفيهِ منبر للخطابة ومحفل للقراء صنع كلاهما من الخشب الصاج، وتقام في المسجد صلاة الجمعة والصلوات الخمس، ويبلغ عدد المصلين حالياً في صلاة الجمعة 450 مصل، بينما يقل العدد في الصلوات الخمس بين 20 و35 مصلِّ، وفيهِ تقام دورات لتحفيظ القرآن في العطلة المدرسية الصيفية، حيث يخرج المسجد قرابة مائة طالب سنوياً من مختلف الأعمار، يحفظون أجزاء من القرآن، بالإضافة إلى بعض الدروس الفقهية والآداب الإسلامية.
وفي مقابل الحرم طارمة مسقفة ومن حولها حديقة واسعة.